# 1481 Tübingia
1481 Tübingia este un asteroid din centura principală, descoperit pe 7 februarie 1938, de Karl Reinmuth.